# Carrocerias Fissore
A Carrocerias Fissore foi uma fábrica italiana que iniciou suas atividades em 1921, inicialmente dedicada à produção de carrocerias para veículos movidos por força animal, mas que se voltou ainda antes do final dessa década para a produção parcial ou integral de carrocerias para automóveis e caminhões.
A empresa foi fundada pelos quatro irmãos Fissore: Bernardo, Antônio, Constanzo e Giovanni, na cidade italiana de Savigliano, no Piemonte. 

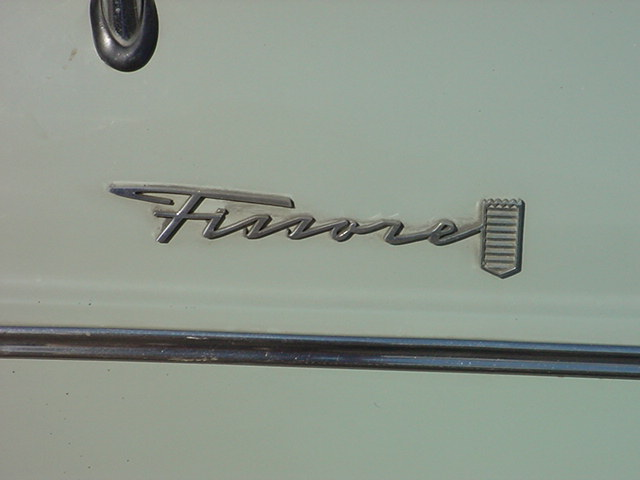
O emblema Fissore na lateral de um DKW-Vemag Fissore, de 1966.

Nos anos 1930 e 40 a Fissore se dedicou à adaptação de carrocerias para diferentes fins, como ambulâncias, carros fúnebres, veículos de entregas etc. A Fissore teve inclusive grande importância durante o esforço de guerra, preparando e adaptando veículos para os campos de batalha.
Nos anos 1950 alcançou relativo sucesso com o lançamento dos cupês e spiders das séries 1500 e 1600S. Houve também versões desses modelos com a mecânica fornecida pela fábrica italiana OSCA, fornecedora de componentes para carros de Fórmula Um, que tinha chassis tubular.
No final dos anos 1950 e início dos 60, a Fissore experimentou seu auge, colaborando com famosas fábricas automotivas na produção de automóveis esportivos e de passeio, como as italianas Maserati e De Tomaso, a suíça Monteverdi, a brasileira Vemag e a japonesa Mitsubishi.
Em 1962, como parte da parceria com a Vemag, enviava ao Brasil um protótipo de um cupê sofisticado para sua época, que seria montado sobre a robusta mecânica DKW. O Fissore acabaria sendo comercializado apenas em 1964, entre outros motivos por causa das alterações impostas às linhas de produção.
Essa parceria teria resultado em uma linha completa de veículos, que chegou a ter finalizado um protótipo de uma Station-Wagon com as mesmas linhas do cupê. Em 1967, entretanto, as atividades da Vemag foram encerradas, já que a Auto Union na Alemanha e a Vemag no Brasil foram adquiridas pela Volkswagen, e a parceria foi finalizada.
A Fissore projetou carrocerias para serem montadas sobre a mecânica DKW, produzida por montadoras licenciadas pela Auto Union, também para a Argentina e para a Espanha. Usualmente era utilizado o motor de dois tempos, 980cc e três cilindros que ficou popular no final dos anos 1950 e início dos 60. Na Argentina, o Fissore tinha as formas gerais do Ford Thunderbird, era entretanto menor e tinha um desenho mais "europeu", como o Auto Union 1000SP.
A crise no setor automobilístico em meados dos anos 1970 quase levou a empresa a encerrar suas atividades em 1976.
As atividades da empresa foram finalmente encerradas em 1984, após longo período falimentar.